# Igreja de Santa Maria do Carmo de Marrocos (Itália)
A Igreja de Santa Maria do Carmo, é uma igreja e convento anexo católicos, renascentista, sendo o convento pertencente à Ordem dos Carmelitas, localizada na povoação de Marrocos, na comuna de Tavarnelle Val di Pesa, província de Florença, mandada edificar por Niccolò di Giovanni Sernigi, membro da família florentina Sernigi, e inaugurada a 20 de fevereiro de 1459.

## História
Na década de 50 do século XV, Niccolò di Giovanni Sernigi (em português: Nicolau João de Cernige) era um poderoso nobre da família de banqueiros e nobres Sernigi, família que detinha vários negócios e terras na região de Florença (e posteriormente, também em Portugal, onde parte se radicou). Na região onde agora se encontra edificada a Igreja, terras essas que pertenciam a Niccolò, constava uma imagem de Nossa Senhora, deixada por alguns peregrinos numa árvore, imagem essa que se manteve embutida na árvore e considerada por muitos, milagrosa. Niccolò, deslocando-se ao local, alegadamente impacta-se com a imagem, e, posteriormente tendo uma aparição pessoal de Nossa Senhora, que o repreende da sua vida de vícios e pecados, decide converter-se, tornando-se padre.
No mesmo local, Niccolò manda, então, construir a Igreja, dedicada a Nossa Senhora do Carmo passando a ser pároco da mesma, com um convento anexo, ocupada pela ordem dos Carmelitas. A igreja foi inaugurada a 22 de fevereiro de 1459.

## Arquitetura
O edifício tem uma planta simples, com salão único e um coro retangular rematado por bolsa, segundo o estilo típico dos edifícios religiosos menores da época gótica, e é rodeado em dois lados por um pórtico , onde se encontram vestígios de frescos do século XV representando São Domingos e a Trindade, atribuída a Filippo di Antonio Filippelli e Histórias do Monte Carmelo por desconhecido.
No século XVII, a igreja foi renovada, e novamente no século XIX, em estilo neogótico.

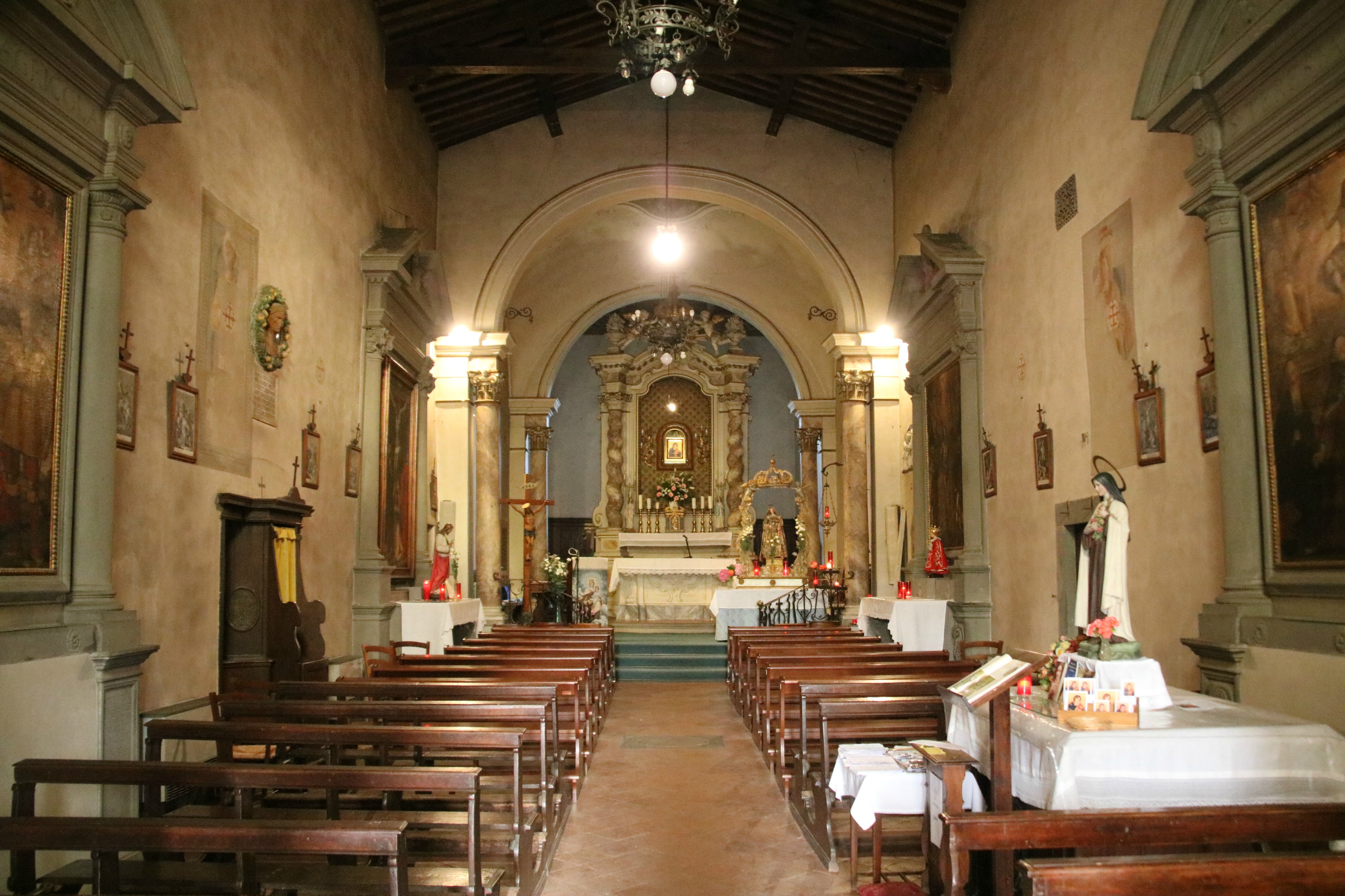
Interior da igreja, atualmente

Originalmente, todo o interior devia ter sido pintado com frescos, mas hoje restam apenas alguns vestígios, incluindo, à direita, Os Apóstolos e a Adoração dos Pastores, obra de um pintor desconhecido, mas fortemente influenciado pelo estilo de Filippo Lippi. À esquerda, Os Apóstolos e a Anunciação, foram recentemente considerados obra de Giovanni da Piamonte. No resto da igreja encontramos no primeiro altar, à direita, uma tela representando Cristo na Glória e os Santos, datada de 1643 e assinada por Nanno da San Gimignano, pintor encomendado e pago por angariação da população local.

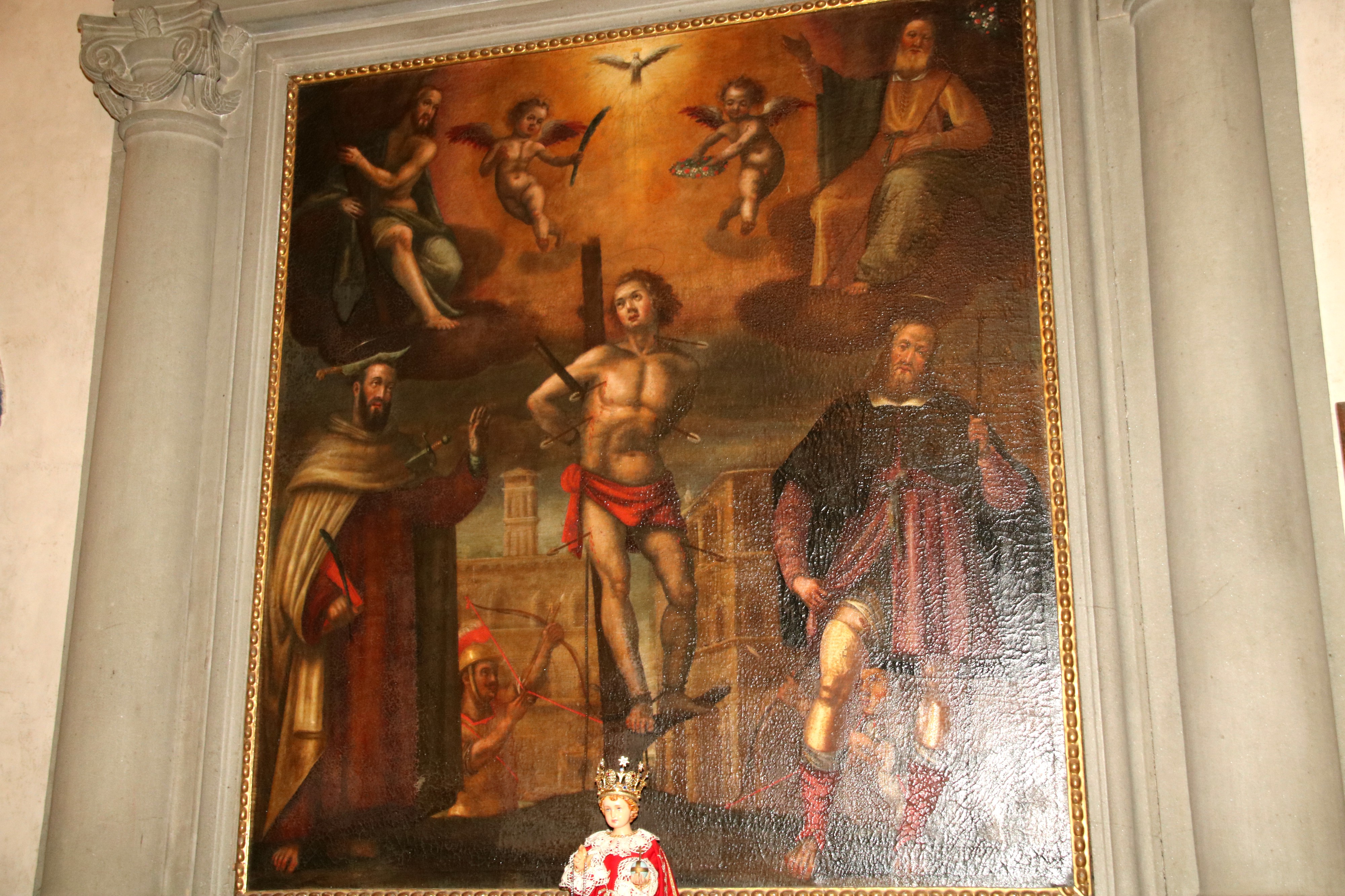
S. Roque, S. Sebastião e São Pedro Mártir, 1643

O mesmo autor, assina, também, a tela colocada no segundo altar à direita e representando os Santos S. Roque, Sebastião e Pedro Mártir, também de 1643. Existe, também na igreja, uma moldura, contendo a Anunciação, em terracota vidrada, datada do século XV e atribuída a Andrea della Robbia, que foi originalmente colocada acima do portão exterior.

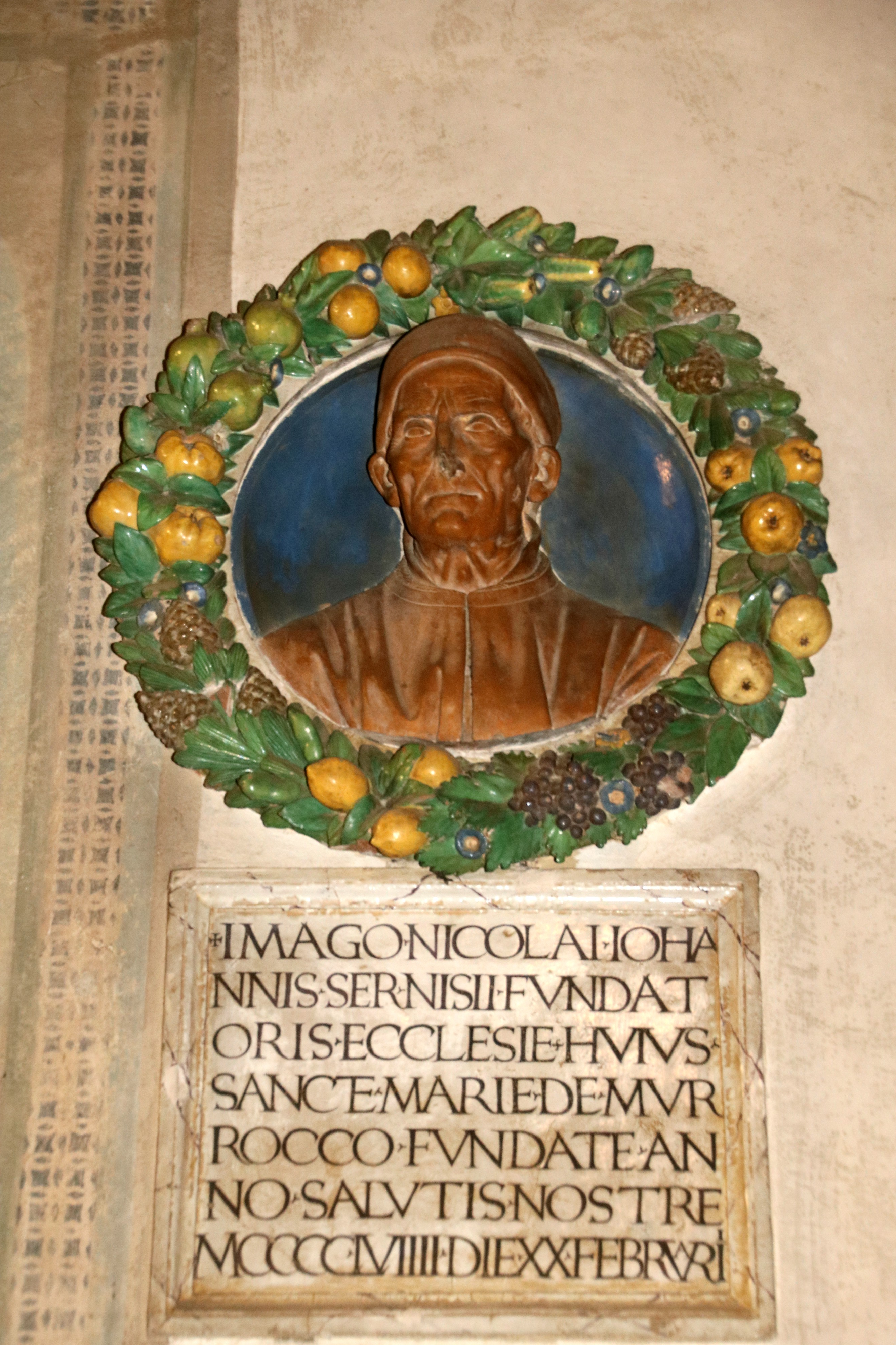
Busto de Niccolò di Giovanni Sernigi, 1475

Uma cópia de um painel do século XIII representando A Madona com o Menino, foi colocada no altar-mor.O painel original, que, segundo a tradição, foi doado por alguns peregrinos de passagem e foi a causa da conversão de Sernigi, foi roubado em 1980.
No lado esquerdo do segundo altar encontra-se uma Crucificação, de inícios do século XVII, e seguidamente, na mesma parede, encontra-se o busto de Niccolò Sernigi inserido numa guirlanda de terracota vidrada, de Andrea della Robbia, datado de 1475.
No primeiro altar, à esquerda está outra tela de Nanno da San Gimignano representando a Madona na Glória e nos Santos.
A igreja preservava, no seu interior, uma grande coleção de obras de arte, incluindo uma série de painéis criados para Sernigi por Neri di Bicci.

### Convento Carmelita
Desde o pórtico externo, entra-se no convento carmelita de clausura, que se ergue em torno de um claustro do século XVI, com arcos sobre colunas de pedra serena e capitéis de ordem jónica. Sob o pórtico, encontram-se afrescos com a Vida de Santa Teresa de Ávila criados em 1637.

## Atualidade
Desde o roubo da imagem da Madonna com o Menino, e subsequentes receios relativamente ao roubo de arte sacra, vários painéis que outrora se encontravam na igreja, foram transferidos para o Museu de Arte Sacra de Tavarnelle.

Atualmente, a igreja é sede de paróquia de Santa Maria de Marrocos, da Arquidiocese de Florença, e o seu pároco é D. Antony Bascal Selva Cruz (n. 1965, ord. 1997).

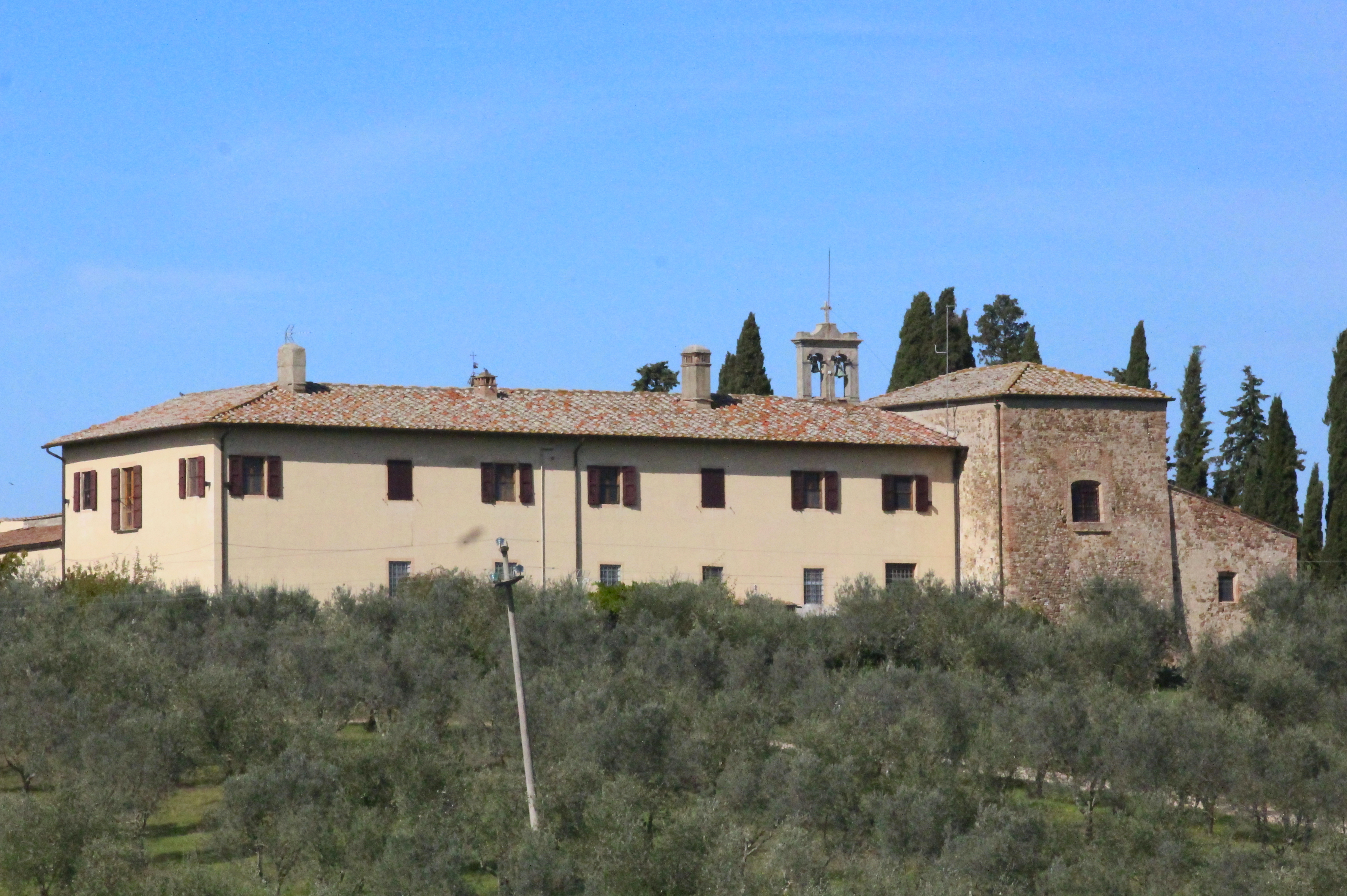
Convento e igreja, vistas da povoação